# Chapelle Saint-Julien-de-Pistrin
La chapelle Saint-Julien-de-Pistrin est une chapelle romane située à Sabran dans le département français du Gard en région Occitanie.

## Localisation
La chapelle se dresse au milieu du cimetière de Combe, un des huit hameaux que compte la commune de Sabran, à l'ouest de Bagnols, sur la route départementale 6 en direction d'Alès.

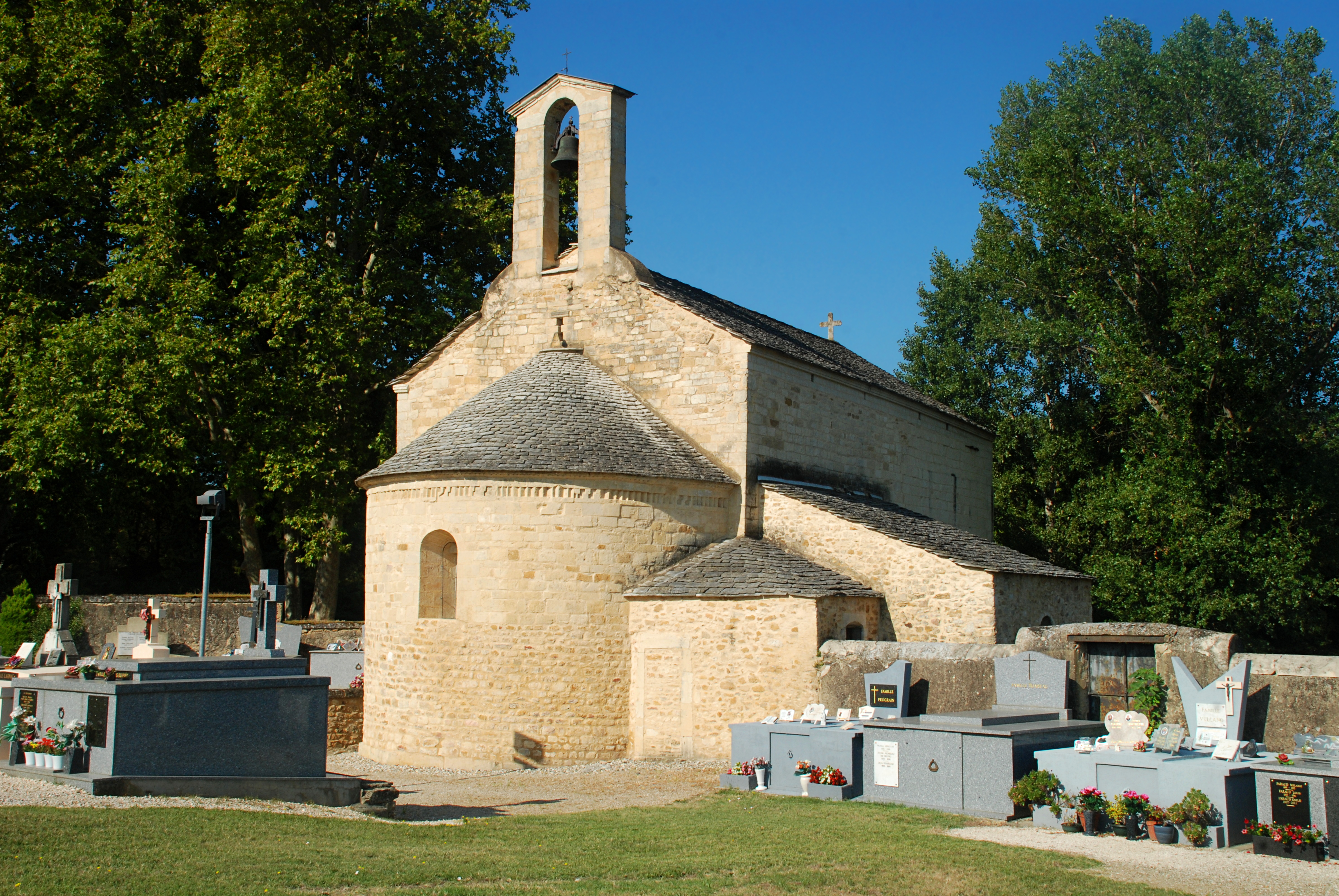

## Historique
La chapelle romane date du XIIe siècle.
Saint-Julien-de-Pistrin est mentionné dès 1241 sous le nom de Sanctus-Julianus de Pistrinis. Il faisait partie de la viguerie de Bagnols et du diocèse d'Uzès. Le prieuré de Saint-Julien-de-Pistrin, devenu une annexe du prieuré de Saint-Jean-de-Bagnols, est mentionné en 1620 sous le nom de Prieuré Sainct-Jullien-de-Pestrin.

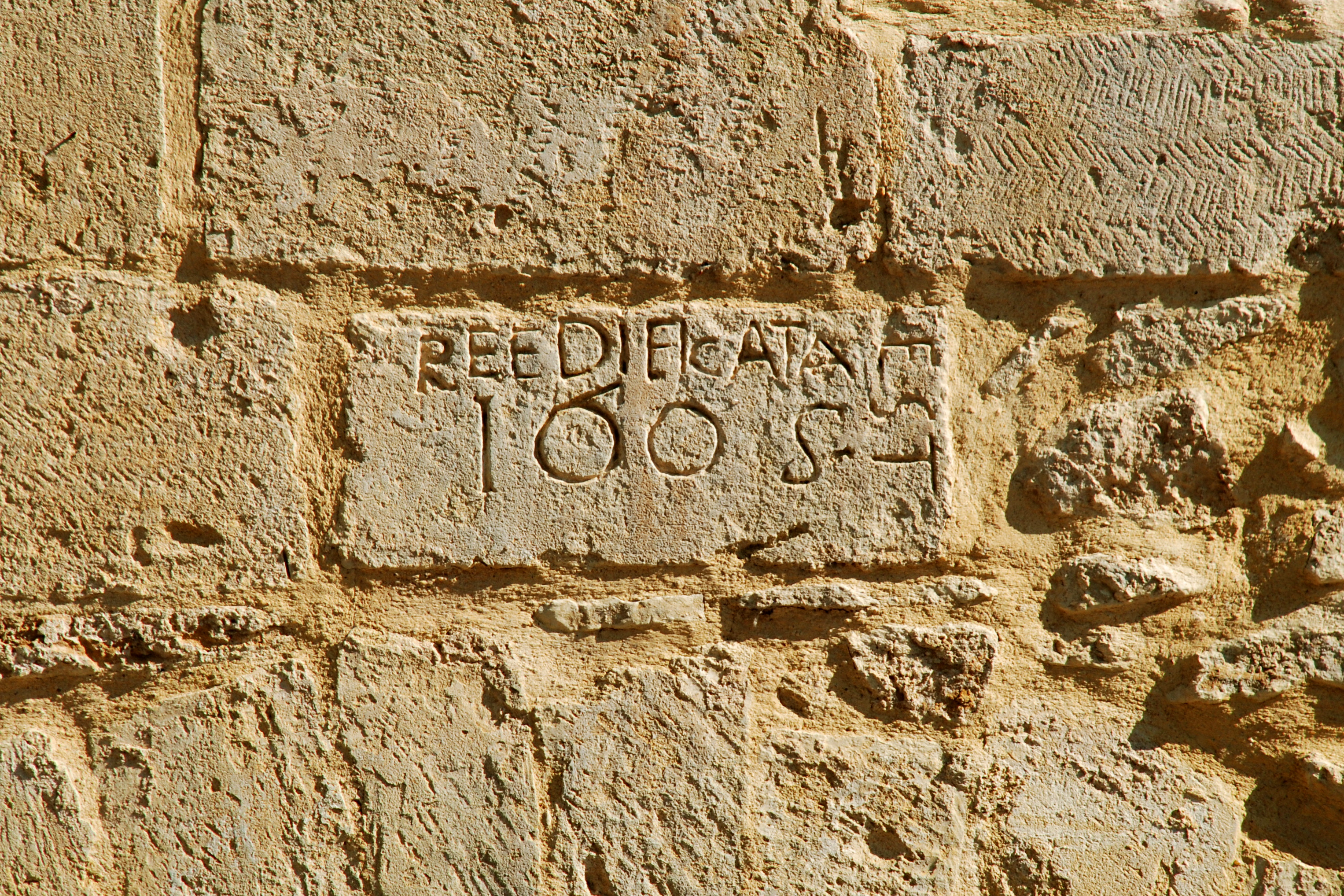
« REEDIFICATA EST 1605 ».

Les éléments redécouverts lors de la restauration entreprise par l'association « les Amis de Saint-Julien de Pistrin » avec M. Pigoullier montrent qu'il y avait un édifice antique sous la chapelle romane, qui est assise sur des constructions gallo-romaines dont le nom 'Pistrin' semble la lointaine réminiscence, le mot latin 'pistrinum' désignant une meule, un moulin ou une boulangerie.
La chapelle est le siège d'une paroisse mentionnée dès 1241,, : elle le reste jusqu'à la fin du XVIIIe siècle, mais perd sa qualité de paroisse en 1807 au profit de l'église de Colombier.
Ayant souffert des guerres de religion, la chapelle est restaurée au début du XVIIe siècle,,, comme l'indique l'inscription « REEDIFICATA EST 1605 » gravée dans la pierre au-dessus de la porte,.
En 1989, l'association « les Amis de Saint-Julien de Pistrin» a été créée dans le but de restaurer la chapelle et de la mettre en valeur.

## Architecture

### La nef

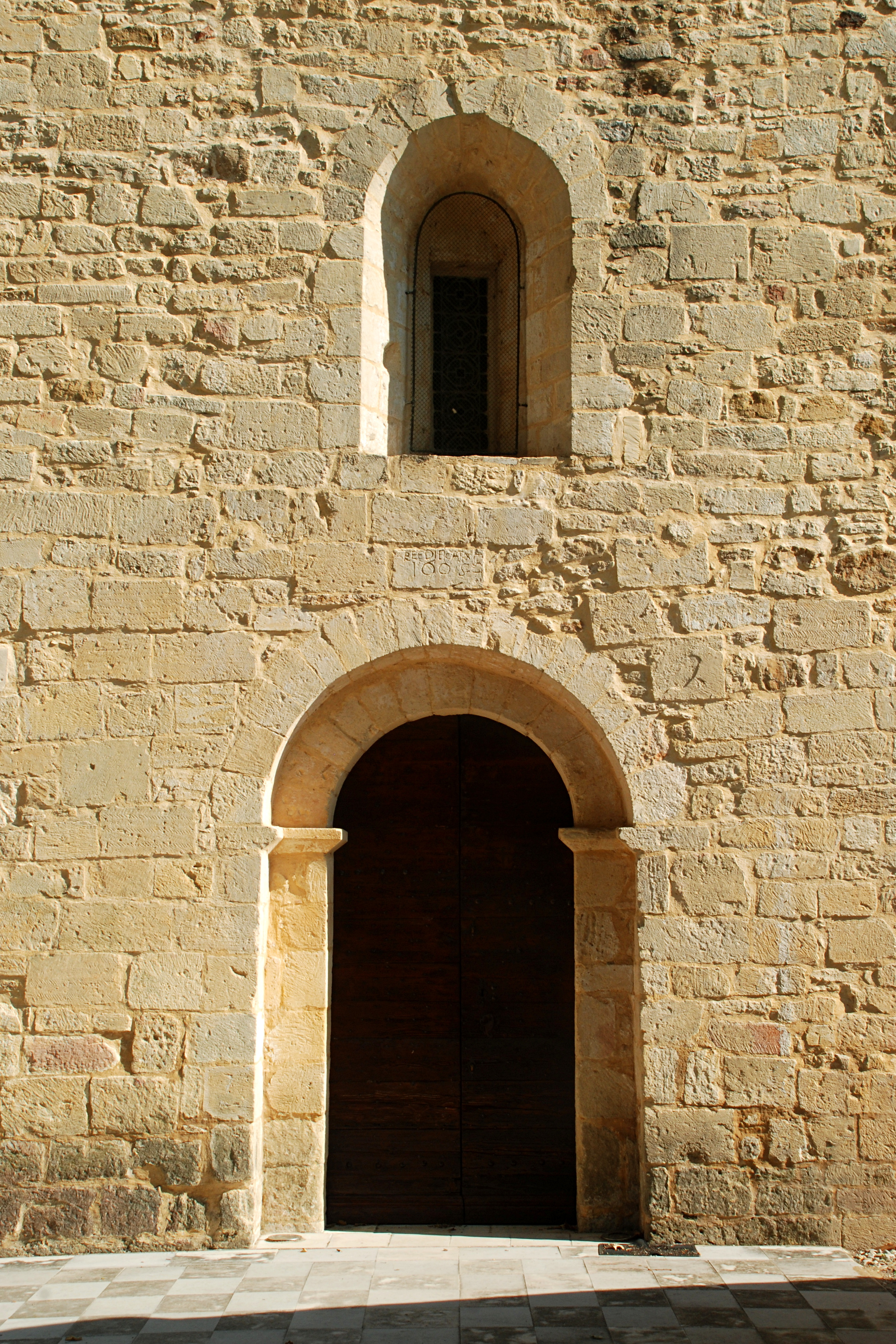
Le portail.

La nef, couverte de lauzes, présente au sud une façade sans contreforts,  édifiée en pierre de taille avec de nombreuses traces de réfection en moellons.
Cette façade méridionale est percée d'un portail en plein cintre à double archivolte,, dont les piédroits sont couronnés d'impostes en forte saillie, au-dessus duquel on trouve l'inscription « REEDIFICATA EST 1605 » mentionnée plus haut.
Elle est également percée de deux fenêtres cintrées, à la verticale desquelles on trouve, juste sous la corniche, deux sculptures semblables à des gargouilles représentant respectivement une figure humaine et un chien.
La façade occidentale ne possède pas de porte mais deux fenêtres placées à l'aplomb l'une de l'autre,.
Les vitraux sont l’œuvre du maître verrier Pascal Bouchard qui a repris des motifs cisterciens en y ajoutant de petites touches de couleur pour associer tradition et design. À travers ces motifs géométriques et entrelacs se découvre une symbolique qui reprend les thèmes spirituels du mystère chrétien. Ils ont été refaits en 2003 à la demande de l'association « Les amis de saint Julien ». 
Une particularité est l'ancienne porte qui menait au cimetière et qui a été remplacée par un grand vitrail de saint Julien inspiré d'un tableau qui reprend les vitraux des fenêtres ou se dresse un personnage.

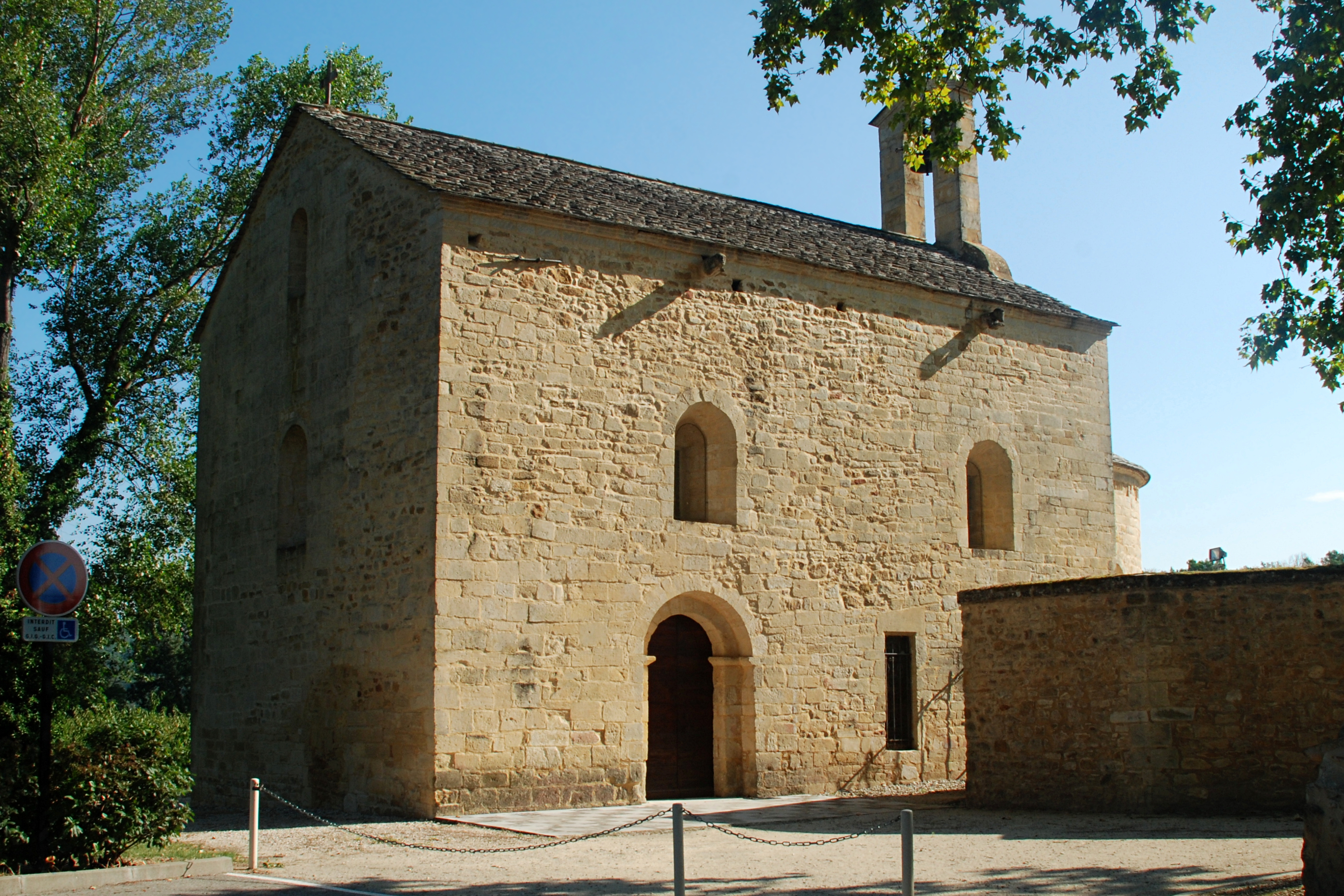
La façade méridionale.
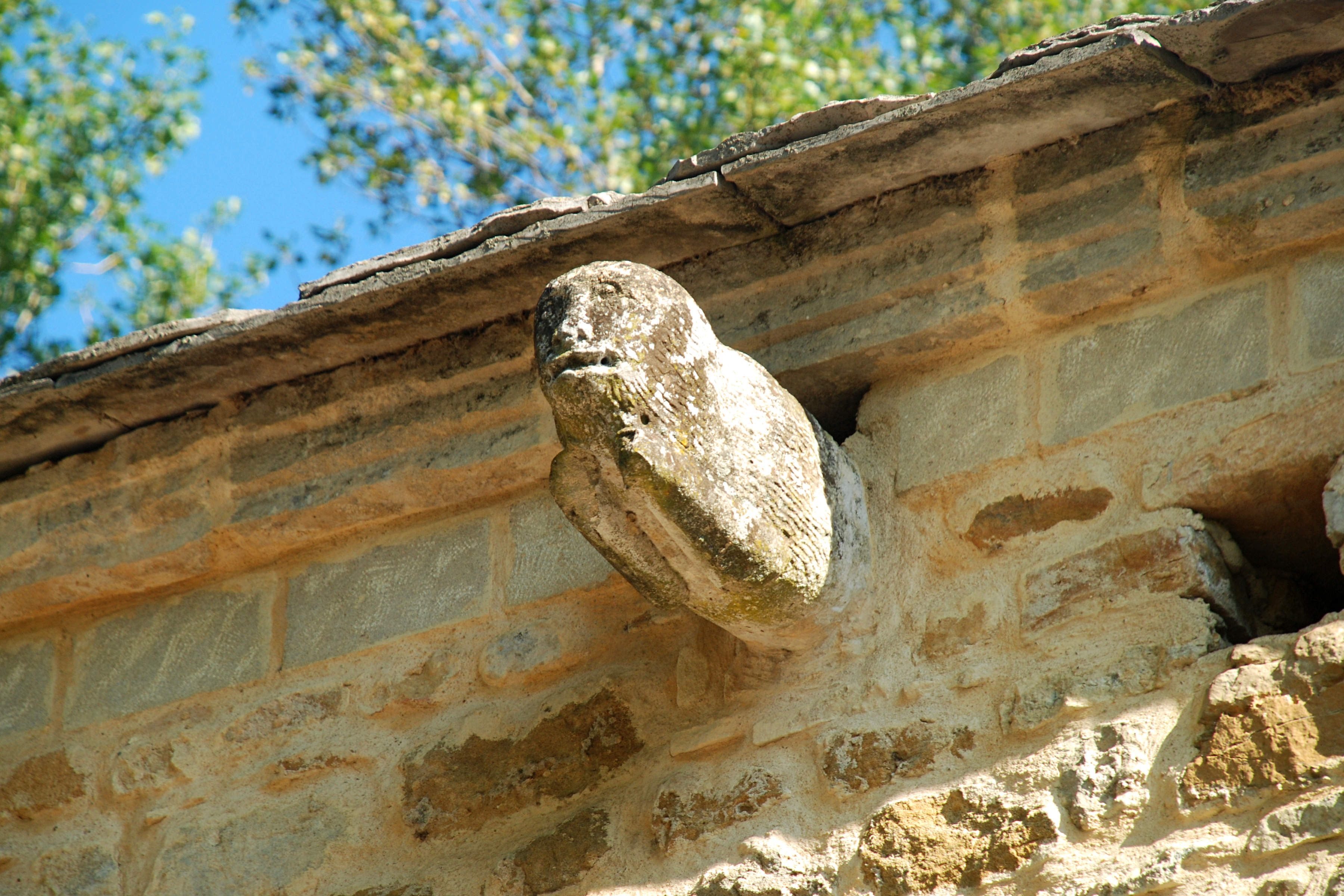
Gargouille à forme humaine.
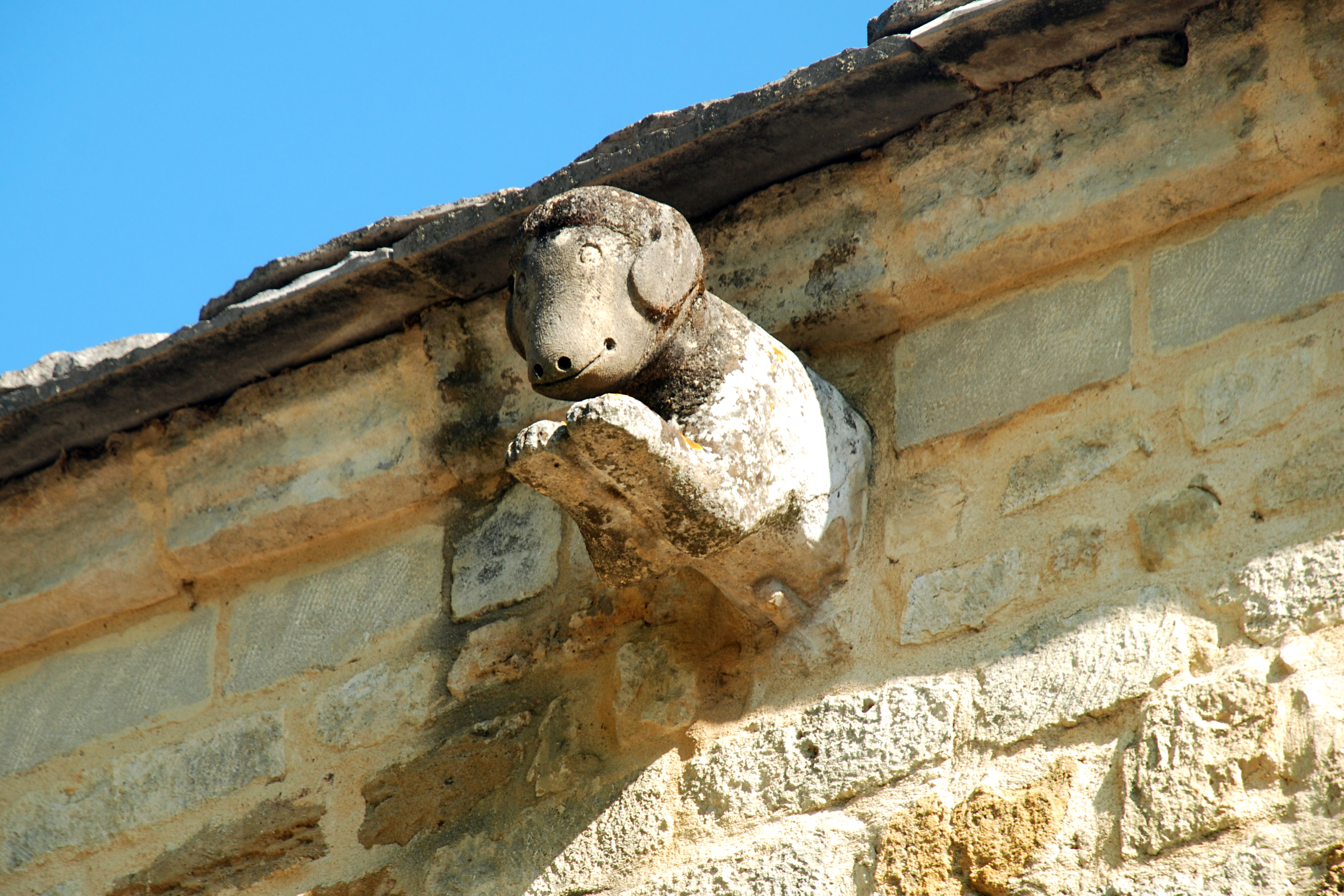
Gargouille en forme de chien.

### Le chevet
La chapelle possède un beau chevet semi-circulaire composé d'une abside unique édifiée en moellon dans sa partie inférieure et en pierre de taille dans sa partie supérieure, et couverte de lauzes comme la nef.
Cette abside est percée d'une fenêtre axiale et d'une fenêtre orientée au sud, toutes deux à simple ébrasement.
Le chevet est adossé à un mur-pignon surmonté d'un clocheton de style classique. Ce dernier, restauré à la fin du XVIIe siècle, est constitué de deux hauts piédroits en moellons recouverts de mortier et enchâssés dans des chaînages d'angle en pierre, qui encadrent une baie campanaire unique.

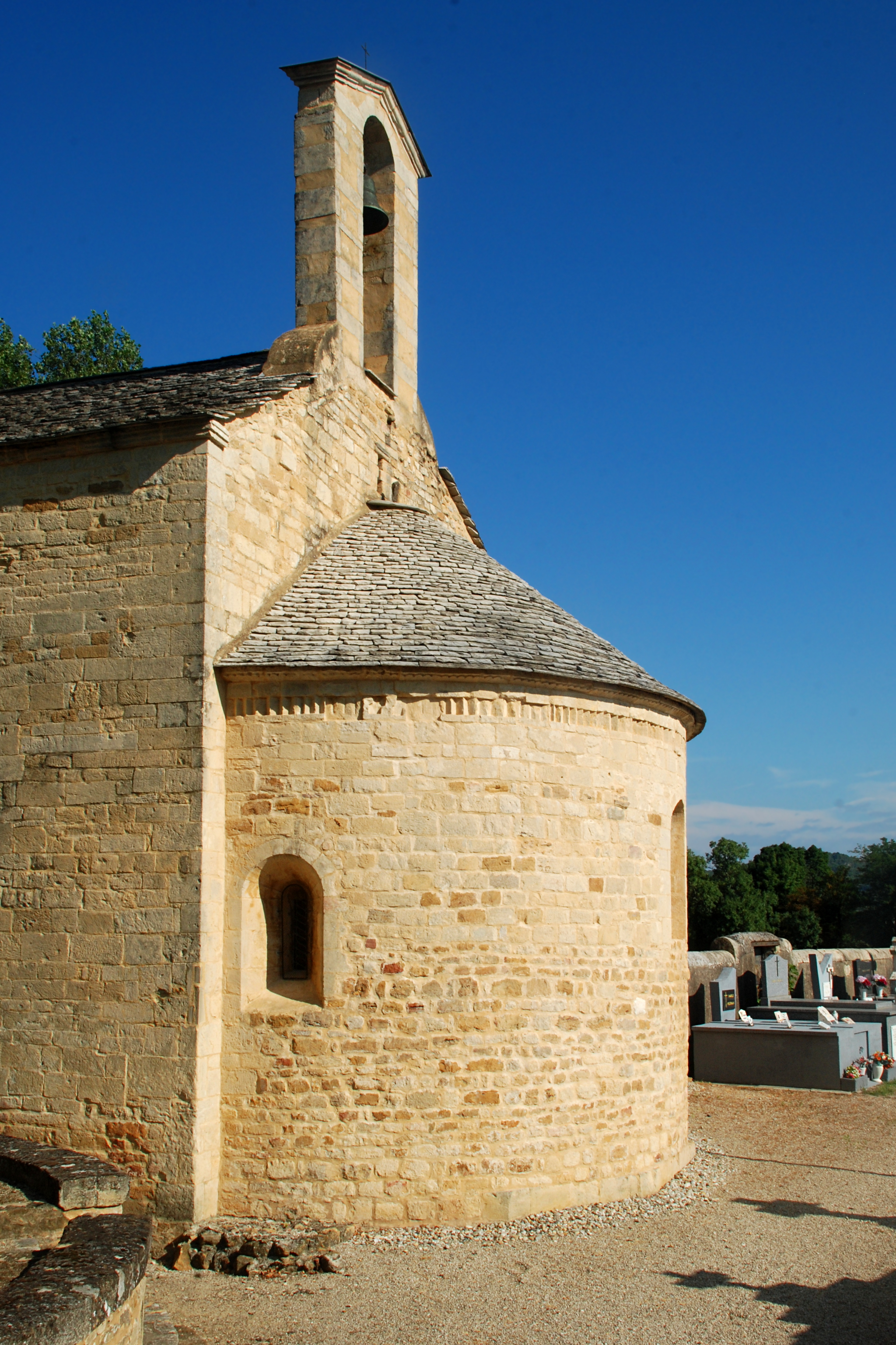
Vue latérale du chevet.
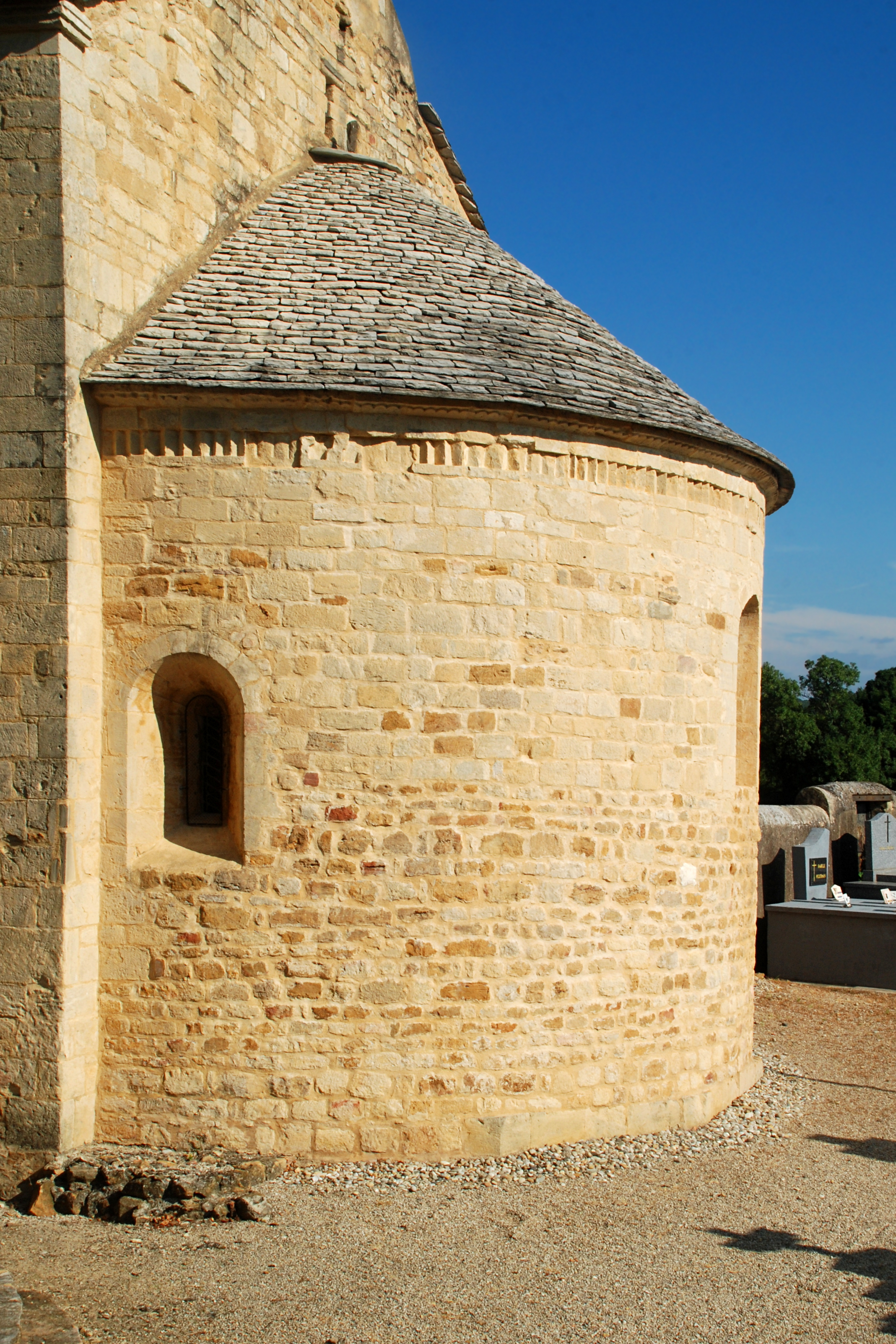
Vue détaillée de l'abside.
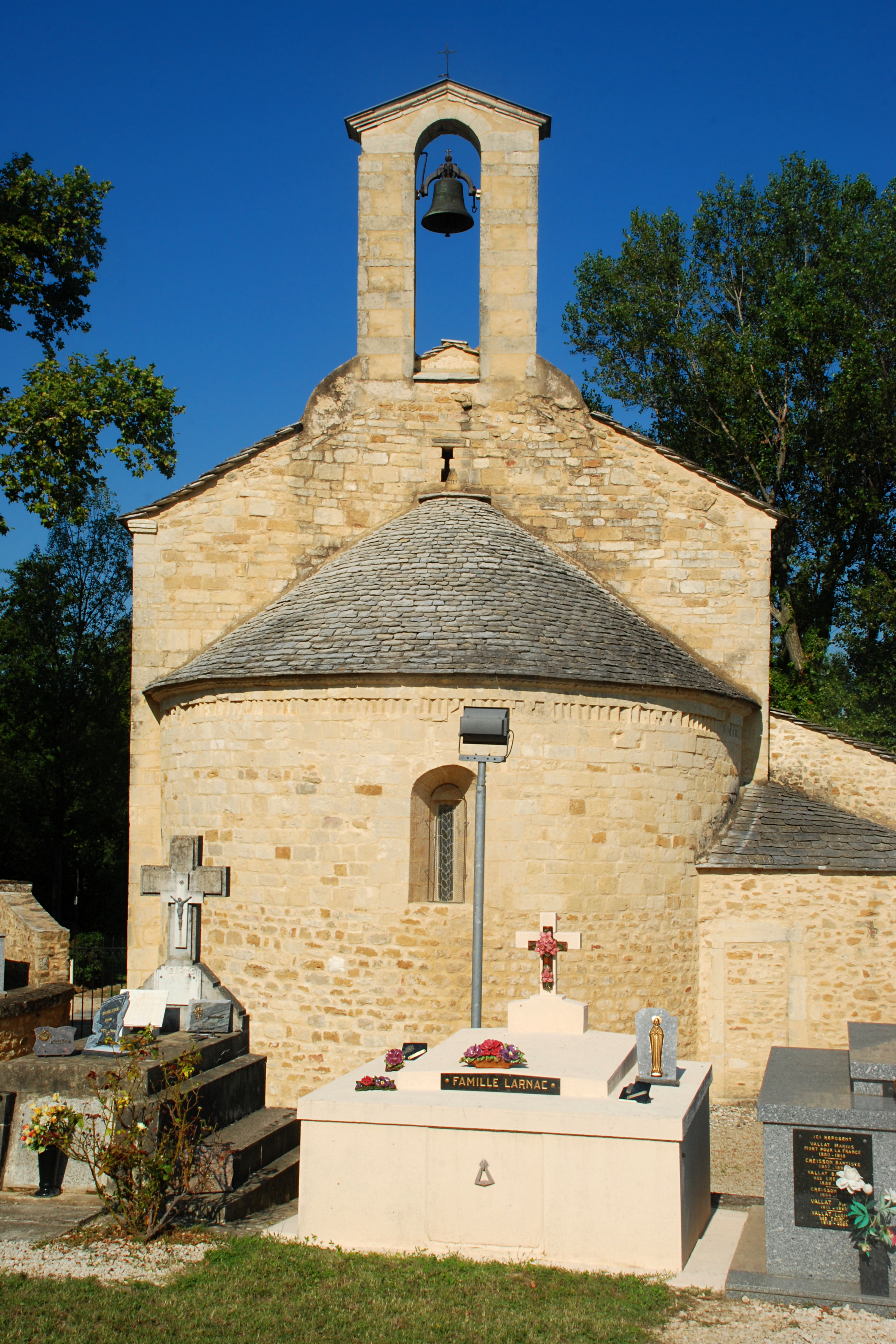
Vue axiale du chevet.
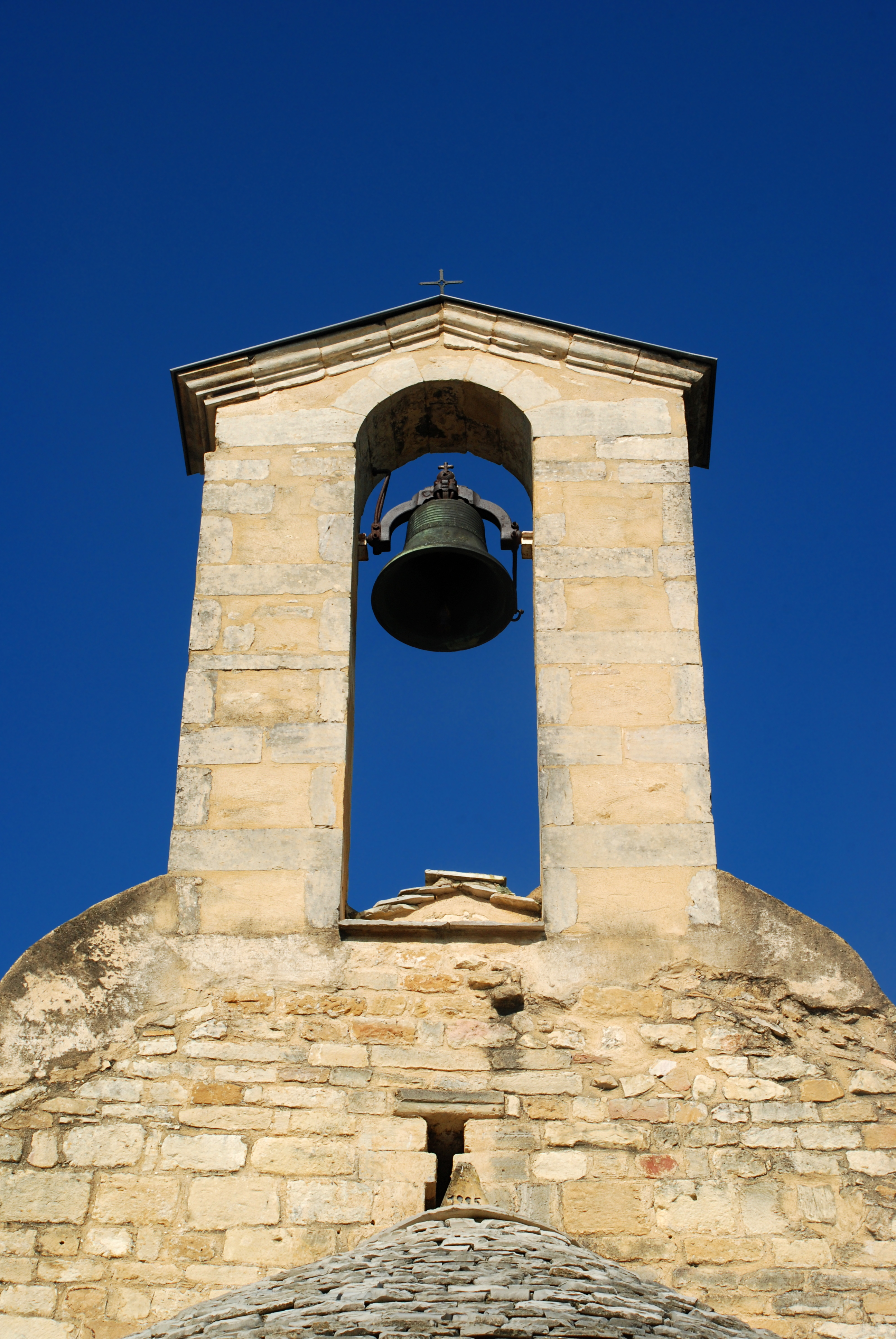
Le clocheton.

### L'ornementation du chevet
Le sommet de la façade du chevet est ornée d'une frise d'un type très particulier combinant la frise de dents d'engrenage, fréquente dans l'art roman, et des motifs ornementaux inspirés de la « grecque », ornement qui apparaît rarement dans l'art roman si l'on excepte l'architecture romane inspirée de l'antique.
Cette frise est surmontée d'un bandeau de pierre qui supporte la corniche en biseau, décorée de palmettes (motifs végétaux de feuilles d'eau), de grains d'orge et de feuilles d'eau,.

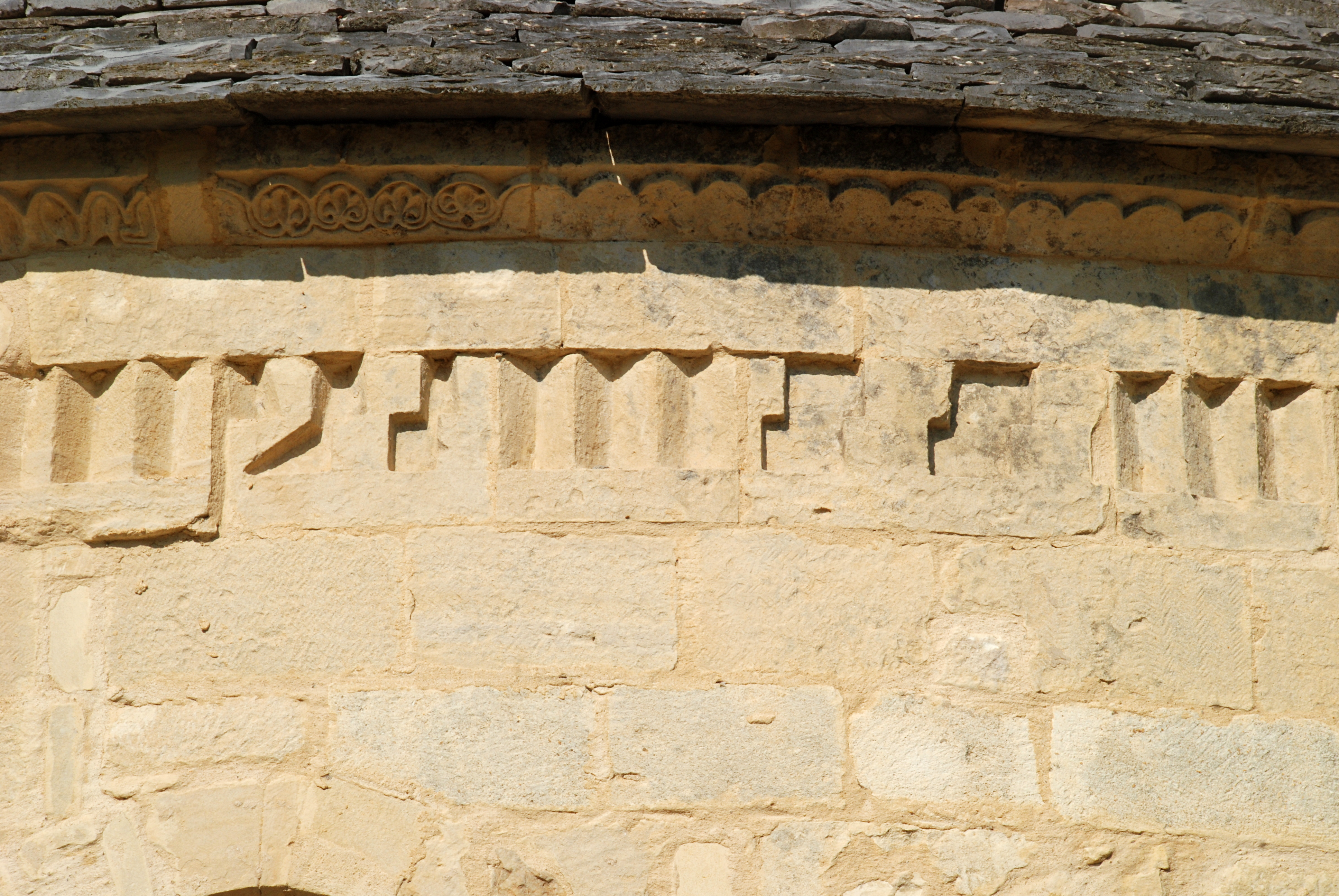
Frise de dents d'engrenage mêlée de motifs inspirés de la « grecque ».
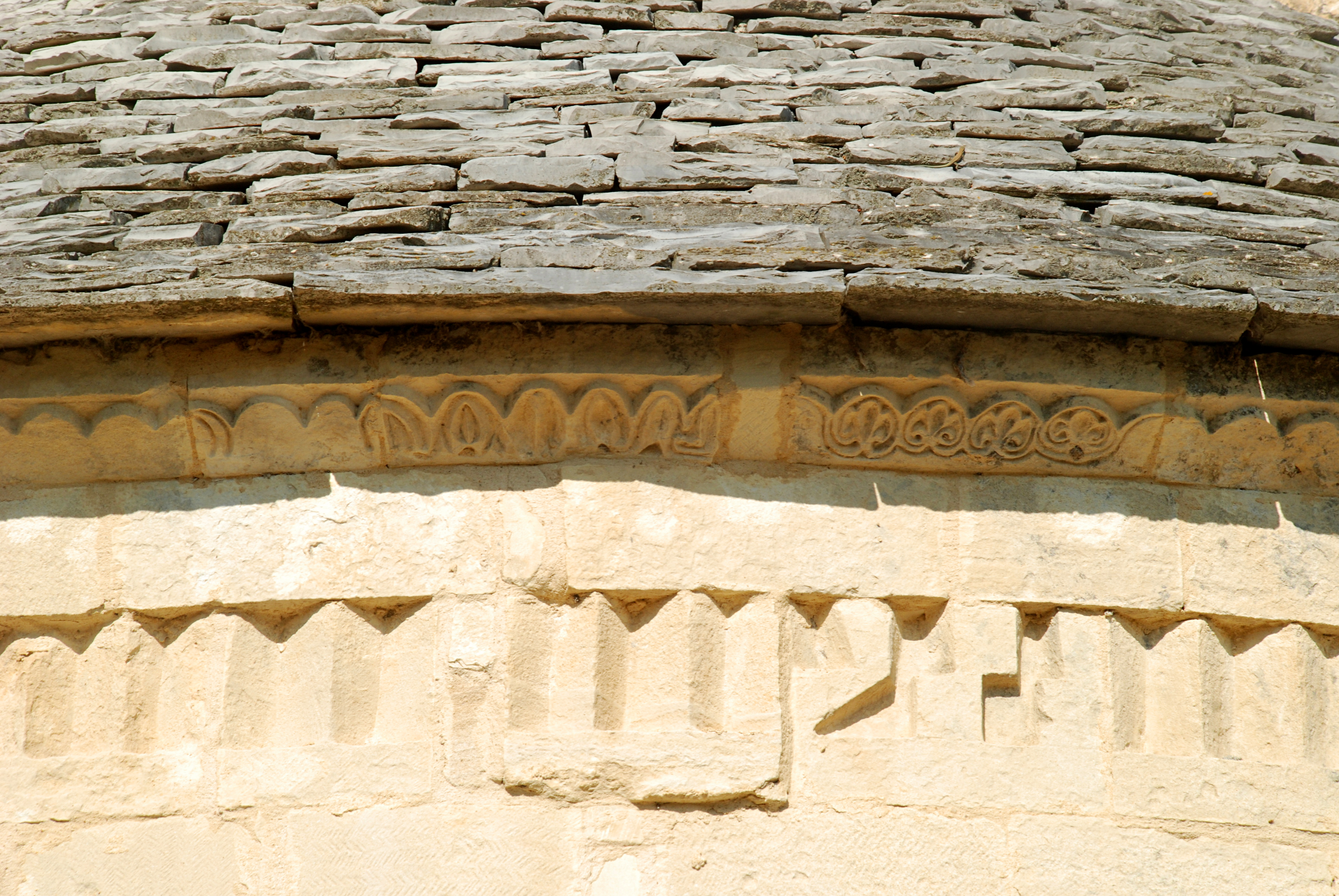
Corniche en biseau décorée de grains d'orge et de palmettes.

### Les marques de tâcheron
La chapelle présente quelques marques de tâcheron.
On notera par exemple, sur la façade méridionale de la nef, une croix inscrite dans un cercle à droite de la fenêtre située à l'aplomb du portail ainsi qu'un triangle (figurant peut-être une patte d'oie) près de la deuxième fenêtre.

Marques de tâcheron
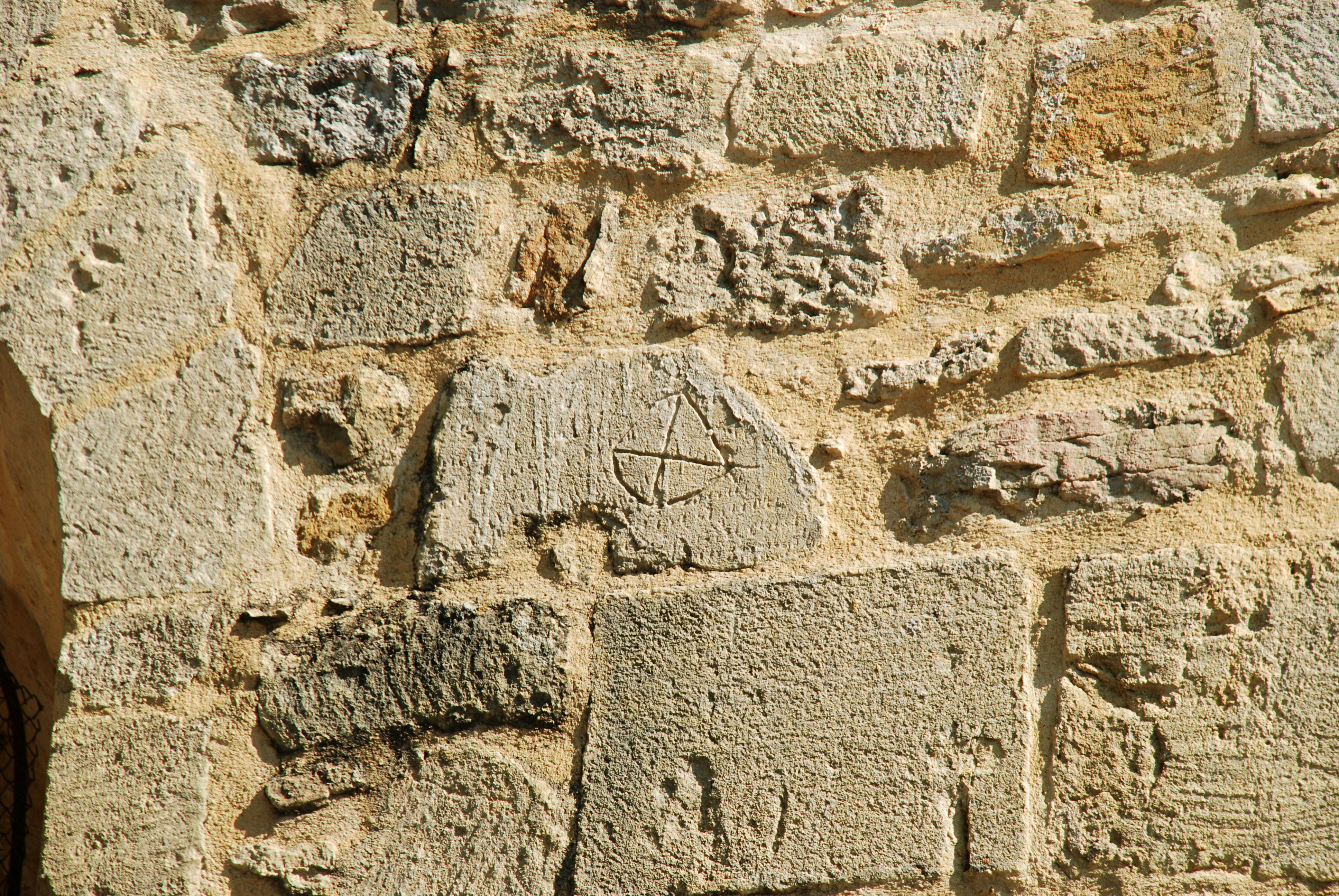
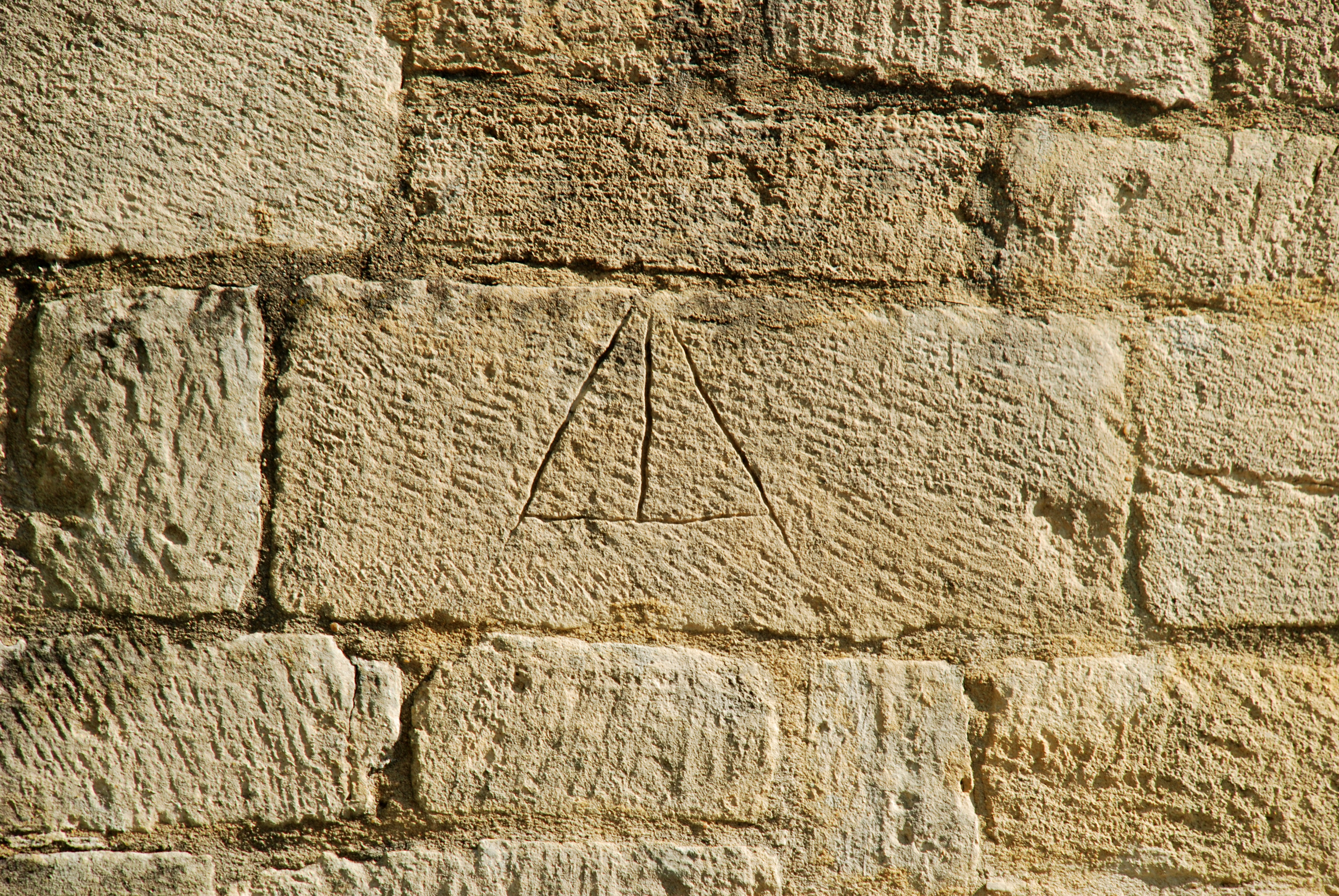